# Albert Hendrickx
Albert Hendrickx (Kalmthout, 19 aprile 1916 – Hasselt, 13 maggio 1990) è stato un ciclista su strada e pistard belga.
Era uno specialista delle Classiche, tuttavia pur raggiungendo ottimi piazzamenti non fu mai capace di aggiudicarsi una grande prova del calendario internazionale.

## Carriera
Corridore solido era uno specialita delle prove in linea, salì sul podio di Parigi-Roubaix 1937, Parigi-Bruxelles 1939, Parigi-Tours 1943 e Liegi-Bastogne-Liegi 1946, gare nelle quali raccolse anche altri importanti piazzamenti. 
La competizione che lo vide maggiormente protagonista fu tuttavia il Giro delle Fiandre che però non riuscì mai ad aggiudicarsi.
Vinse sette corse in totale fra cui due volte l'Anversa-Gand-Anversa, una semi-classiche del calendario belga, e una tappa al Giro del Belgio 1938; tuttavia la sua vittoria più importante fu la Parigi-Brest-Parigi una particolare gara di durata sulla distanza di 1200 km che veniva disputata ogni dieci anni.
Conta anche la partecipazione a tre edizioni del Tour de France, concluse la prova in due occasioni seppur nelle posizioni di rincalzo e con qualche buon piazzamento di tappa, terminò all'ottavo posto il Tour de Suisse 1938, sua migliore prestazione in un'importante prova a tappe.

## Palmarès
- 1937 (Labor, una vittoria)

Anversa-Gand-Anversa
- 1938 (Labor, due vittorie)

Parigi-Belfort
2ª tappa Giro del Belgio (Ostenda > Namur)
- 1940 (Labor, due vittorie)

Omloop der Vlaamse Gewesten
Anversa-Gand-Anversa
- 1948 (Métropole/Pento, una vittoria)

Parigi-Brest-Parigi
- 1949 (L'Expresse/Alcyon/Métropole, una vittoria)

Vienna-Graz-Vienna (dietro derny)

### Altri successi
- 1934 (Individuale, una vittoria)

Criterium di Steenbergen (a)

### Grandi giri
- Tour de France

1936: 31º
1937: ritirato (alla 6ª tappa)
1939: 26º

### Classiche monumento
- Giro delle Fiandre

1936: 5º
1937: 5º
1939: 10º
1940: 4º
1942: 9º
1944: 8º
- Parigi-Roubaix

1935: 56º
1936: 14º
1937: 2º
1939: 8º
1946: 36º
- Liegi-Bastogne-Liegi

1946: 2º